# Defending Jacob
Defending Jacob är en amerikansk kriminaldramaserie från 2020. Den är baserad på William Landays roman med samma namn. Serien är skapad av Mark Bomback och regisserad av Morten Tyldum. Seriens första säsong består av åtta avsnitt.
Seriens svenska premiär, på Apple TV+, är planerad till den 24 april 2020.

## Handling
Defending Jacob handlar om familjen Barber och hur de hanterar anklagelserna om att familjens 14-åriga son är en mördare. Inte minst är detta problematiskt för pappan Andy som är advokat och som slits mellan att upprätthålla rättvisan och hans kärlek till sin son.  

## Rollista (i urval)
- Chris Evans – Andy Barber
- Michelle Dockery – Laurie Barber
- Jaeden Martell – Jacob Barber
- Cherry Jones – Joanna Klein
- Pablo Schreiber – Neal Logiudice
- Sakina Jaffrey – Lynn Canavan
- Betty Gabriel – Paula Duffy
- J. K. Simmons – Billy Barber
- Paul Wesley – Bobby